# Pseudozethus insignis
Pseudozethus insignis är en stekelart som först beskrevs av Henri Saussure.  Pseudozethus insignis ingår i släktet Pseudozethus och familjen Eumenidae. Inga underarter finns listade i Catalogue of Life.